# Un fantôme peut en cacher un autre
Un fantôme peut en cacher un autre — The Man Who Could Not Shudder, dans l'édition originale en anglais — est un roman policier américain de John Dickson Carr publié en 1940. C'est le 12e roman de la série mettant en scène le personnage du Dr Gideon Fell.

## Résumé
Martin Clarke, le tout nouveau propriétaire du manoir de Longwood, demande à son ami Morisson (le narrateur du récit) de lui conseiller un architecte pour rénover sa demeure. Il entend ensuite y organiser des soirées de spiritisme, car on dit les lieux hantés. Pendant un week-end, avant la mise en chantier, des invités se réunissent dans la demeure ancestrale. C'est alors que les morts se succèdent dans des circonstances qui paraissent surnaturelles.  Grâce à son enquête, le Dr Fell est bien décidé à contrer cette opinion générale.  

## Éditions
Édition originale en anglais
- (en) John Dickson Carr, The Man Who Could Not Shudder, New York, Harper, 1940

Éditions françaises
- (fr) John Dickson Carr (auteur) et Jean-André et Claudine Rey (traducteur), Un fantôme peut en cacher un autre [« The Man Who Could Not Shudder »], Paris, Librairie des Champs-Élysées, coll. « Le Masque. Les Maîtres du roman policier.  no 1898 », 1987, 221 p. (ISBN 2-7024-1780-9, BNF 34975426)
- (fr) John Dickson Carr (auteur) et Jean-André et Claudine Rey (traducteur) (trad. de l'anglais), Un fantôme peut en cacher un autre « in » J.D. Carr, vol. 6 : Dr. Fell [« The Man Who Could Not Shudder »], Paris, Librairie des Champs-Élysées, coll. « Les Intégrales du Masque. », 2000, 916 p. (ISBN 2-7024-2961-0, BNF 37196849) Ce volume omnibus réunit les romans suivants : Meurtre après la pluie, Un fantôme peut en cacher un autre, Suicide à l'écossaise, Le juge Ireton est accusé + nouvelles et pièces radiophoniques.

## Source
- Roland Lacourbe, John Dickson Carr : scribe du miracle. Inventaire d'une œuvre, Amiens, Encrage, 1997, p. 55.

## Note
1. ↑  Dans son ouvrage, Roland Lacourbe fustige la traduction française de The Man Who Could Not Shudder par Paul-André et Claudine Rey qui élague près du quart du texte original.